# Rhipsalis lindbergiana
Rhipsalis lindbergiana ist eine Pflanzenart in der Gattung Rhipsalis aus der Familie der Kakteengewächse (Cactaceae). Das Artepitheton lindbergiana ehrt den schwedischen Botaniker Gustav Anders Lindberg (1832–1900).

## Beschreibung
Rhipsalis lindbergiana wächst epiphytisch mit hängenden, unterschiedlich verzweigten Trieben von unbegrenztem Wachstum und erreicht eine Länge von bis zu 2 Meter. Die glatten Triebe sind leicht zweigestaltig. Die zylindrischen Haupttriebe sind bis zu 1 Meter lang und messen 3 bis 5 Millimeter im Durchmesser. Die ebenfalls zylindrischen Seitentriebe sind kürzer und mit 2 bis 4 Millimeter im Durchmesser etwas dünner. Die nicht zusammengesetzten Areolen stehen eng beieinander und sind mit ein bis zwei dunklen Borsten besetzt, die bald abfallen.
Die radförmigen, rosafarbenen bis weißen Blüten erscheinen seitlich an den Trieben. Sie sind 3 bis 5 Millimeter lang und erreichen einen Durchmesser von bis zu 10 Millimeter. Die kugelförmigen Früchte sind hellrot.

## Verbreitung, Systematik und Gefährdung
Rhipsalis lindbergiana ist in den brasilianischen Bundesstaaten Pernambuco, Sergipe, Bahia, Minas Gerais, Espírito Santo Rio de Janeiro und São Paulo verbreitet.
Die Erstbeschreibung erfolgte 1890 durch Karl Moritz Schumann. Ein nomenklatorisches Synonym ist Hariota lindbergiana (K.Schum.) Kuntze (1898).
In der Roten Liste gefährdeter Arten der IUCN wird die Art als „Least Concern (LC)“, d. h. als nicht gefährdet geführt.

## Nachweise